# Выносливый (эсминец, 1906)
«Выносливый» — эскадренный миноносец типа «Инженер-механик Зверев», построенный для усиления Российского флота на Дальнем востоке. До 10 октября 1907 года числился миноносцем. Назван в честь одноимённого миноносца типа «Форель», погибшего под Порт-Артуром.

## Постройка и довоенная служба
15 апреля 1905 года зачислен в списки судов Балтийского флота, 16 августа 1905 года заложен на судоверфи завода «Шихау» в Эльбинге (Германия), спущен на воду 31 марта 1906 года, вступил в строй летом 1906 года. От отправки миноносца во Владивосток отказались из-за окончания военных действий с Японией.
«Выносливый» прошел капитальный ремонт корпуса и главных механизмов в 1910—1911 годах на заводе акционерного общества «Крейтон и Ко» в Санкт-Петербурге с заменой котлов. После ремонта скорость миноносца была равна 22,5 узлам.
Накануне Первой мировой войны миноносцы типа «Инженер-механик Зверев» свели в третий дивизион Первой минной дивизии.

## Дальнейшая судьба
Во время Первой мировой войны нес вспомогательную и дозорную службу, обеспечивал противолодочную оборону главных сил флота. В 1916 году прошел капитальный ремонт корпуса с заменой трубок в котлах. Участвовал в Февральской революции.
26 октября 1917 года вошел в состав Красного Балтийского флота. С 11 по 20 апреля 1918 года совершил переход из Гельсингфорса (Хельсинки) в Кронштадт, где до мая 1919 года находился в резерве.
Летом 1919 года находился в составе Ладожской военной флотилии. В 1922 году переименован в «Рошаль», оборудован тральным устройством и 1 мая 1922 года переклассифицирован в тральщик. Участвовал в нескольких боевых тралениях акватории Финского залива. С 15 мая 1926 года — посыльное судно.
В 1928 году законсервирован и сдан в Главный военный порт Морских сил Балтийского моря на хранение, а в конце 1930-х годов был разоружен и поставлен в Ленинграде на прикол, где в годы Великой Отечественной войны затонул из-за ветхого состояния корпуса. В 1953 году поднят и сдан для разборки на металл.